# Jacqueline Bergeron
Pour les articles homonymes, voir Bergeron.
Jacqueline A. Bergeron, née le 28 janvier 1942 à Marseille et morte le 20 décembre 2024,, à Paris, est une astronome française, secrétaire générale de l'Union astronomique internationale de 1991 à 1994.